# Pila a combustibile all'acido fosforico

Schema di una pila a combustibile all'acido fosforico

Le pile a combustibile all'acido fosforico (abbreviato in PAFC, dall'inglese Phosphoric acid fuel cells) sono un tipo di pila a combustibile che usa l'acido fosforico liquido come elettrolita. Gli elettrodi sono fatti in carta carbone rivestita con un catalizzatore in platino finemente disperso, che le rende costose da produrre. Non hanno il problema delle impurità di monossido di carbonio nel flusso di idrogeno. L'acido fosforico solidifica ad una temperatura di 40 °C, il che rende l'accensione difficile e costringe le pile ad un funzionamento continuo.
Tuttavia, con una temperatura compresa tra i 150 e i 200 °C, l'acqua espulsa può essere convertita in vapore per il riscaldamento di acqua e aria. Le pile a combustibile all'acido fosforico sono state usate per applicazioni stazionarie nella cogenerazione con un rendimento dell'80% e dominano tuttora il mercato delle celle a combustibile fisse.
Il principale costruttore di questa tecnologia è la UTC Power (anche conosciuta come UTC Fuel Cells), una unità della United Technologies Corporation (NYSE: UTX). Al 2005 c'erano quasi 300 unità da 200 kW "PureCell" della UTC Power in funzione nel mondo.